# Степанівська сільська рада (Херсон)
Степа́нівська сільська́ ра́да — ліквідований орган місцевого самоврядування у складі Суворовського району міста Херсона Херсонської області. Адміністративний центр — село Степанівка.

## Загальні відомості
- Степанівська сільська рада утворена 21 листопада 1986 року та ліквідована 27 листопада 2020 року внаслідок приєднання села до Херсонської міської територіальної громади.
- Територія ради: 30 км²
- Населення ради: 3 684 особи (станом на 2001 рік)
- Територією ради протікає річка Верьовчина.

## Населені пункти
Сільській раді були підпорядковані населені пункти:
- с. Степанівка

## Склад ради
Рада складалася з 20 депутатів та сільського голови.
Станом на день ліквідації ради посада голови була ваканатною, повноваження голови здійснювала секретар ради Парфьонова А.В.

### Керівний склад попередніх скликань
| ПІБ                            | Основні відомості                                                         | Дата обрання | Дата звільнення |
| ------------------------------ | ------------------------------------------------------------------------- | ------------ | --------------- |
| Гончаренко Лідія Олександрівна | Сільський голова, 1952 року народження, позапартійна                      | 26.03.2006   | 31.10.2010      |
| Ткач Тетяна Миколаївна         | Сільський голова, 1957 року народження, освіта вища, член Партії регіонів | 31.10.2010   | 27.11.2015      |
| Кузьома Микола Миколайович     | Сільський голова, 1969 року народження, позапартійний                     | 27.11.2015   | 23.09.2016      |
| Парфенова Альона Василівна     | В.о.сільського голови, партія "ВО "Батьківщина"                           | 23.09.2015   | 27.11.2020      |

Примітка: таблиця складена за даними джерела

### Депутати
За результатами місцевих виборів 2010 року депутатами ради стали:

#### За суб'єктами висування
| Суб'єкт висування                                       | Кількість обраних депутатів | %  |
| ------------------------------------------------------- | --------------------------- | -- |
| Самовисування                                           | 18                          | 90 |
| Комуністична партія України                             | 1                           | 5  |
| Політична партія Всеукраїнське об'єднання «Батьківщина» | 1                           | 5  |

#### За округами
| № округу                                                | Прізвище, ім'я, по батькові          | Дата визнання обраним | Освіта                    | Партійна приналежність                        | Відомості про обраного депутата                           |
| ------------------------------------------------------- | ------------------------------------ | --------------------- | ------------------------- | --------------------------------------------- | --------------------------------------------------------- |
| Комуністична партія України                             |                                      |                       |                           |                                               |                                                           |
| 5                                                       | Кузьменко Олександр Вікторович       | 01.11.2010            | Освіта вища               | член Комуністичної партії України             | Школа мистецтв № 1, викладач                              |
| Політична партія Всеукраїнське об'єднання «Батьківщина» |                                      |                       |                           |                                               |                                                           |
| 12                                                      | Продченко Ксенія Юріївна             | 01.11.2010            | Освіта середня спеціальна | член Всеукраїнського об'єднання «Батьківщина» | ПП «Алборова», продавець                                  |
| Самовисування                                           |                                      |                       |                           |                                               |                                                           |
| 1                                                       | Солошенко Антоніна Анатоліївна       | 01.11.2010            | Освіта середня спеціальна | позапартійна                                  | тимчасово не працює                                       |
| 2                                                       | Кузнецова Валентина Олександрівна    | 01.11.2010            | Освіта середня спеціальна | позапартійна                                  | тимчасово не працює                                       |
| 3                                                       | Копитко Дар'я Вікторівна             | 01.11.2010            | Освіта середня спеціальна | член політичної партії «Вітчизна»             | тимчасово не працює                                       |
| 4                                                       | Мала Неля Михайлівна                 | 01.11.2010            | Освіта середня            | позапартійна                                  | ДПМКП «Херсон-Теплоенерго»                                |
| 6                                                       | Дуднік Галина Григорівна             | 01.11.2010            | Освіта середня спеціальна | позапартійна                                  | Степанівська сільська рада, спеціаліст II категорії       |
| 7                                                       | Банішевська Наталя Василівна         | 01.11.2010            | Освіта вища               | позапартійна                                  | ПП «Банішевська», директор магазина                       |
| 8                                                       | Манушкіна Віра Петрівна              | 01.11.2010            | Освіта середня спеціальна | позапартійна                                  | ПП «Манушкіна В. П.»                                      |
| 9                                                       | Яркова Надія Петрівна                | 01.11.2010            | Освіта вища               | позапартійна                                  | Туберкульозна лікарня, буфетниця                          |
| 10                                                      | Бублик Катерина Валентинівна         | 01.11.2010            | Освіта вища               | позапартійна                                  | Степанівська сільська рада, бухгалтер                     |
| 11                                                      | Пшеничка Віктор Михайлович           | 01.11.2010            | Освіта вища               | позапартійний                                 | Херсонське Міське СЕС, завідувач відділу                  |
| 13                                                      | Юркіна Наталія Іллівна               | 01.11.2010            | Освіта вища               | позапартійна                                  | Ясла-садок № 16, вихователь                               |
| 14                                                      | Бабієнко Сергій Валентинович         | 01.11.2010            | Освіта середня спеціальна | член Партії регіонів                          | Херсонський обласний наркологічний диспансер, фельдшер    |
| 15                                                      | Москаленко Альона Василівна          | 01.11.2010            | Освіта вища               | позапартійна                                  | Степанівська сільська рада, головний бухгалтер            |
| 16                                                      | Андрієвська Владислава Костянтинівна | 01.11.2010            | Освіта незакінчена вища   | позапартійна                                  | Херсонський державний університет, студентка              |
| 17                                                      | Дуброва Галина Дмитріївна            | 01.11.2010            | Освіта середня спеціальна | позапартійна                                  | Херсонська обласна психіатрична лікарня, старша медсестра |
| 18                                                      | Гаркуша Людмила Миколаївна           | 01.11.2010            | Освіта середня спеціальна | позапартійна                                  | Ясла-садок № 16, вихователь                               |
| 19                                                      | Онищенко Юрій Миколайович            | 01.11.2010            | Освіта вища               | член Партії регіонів                          | «Дженералі Гарант», начальник відділу                     |
| 20                                                      | Шевченко Валерій Валерійович         | 01.11.2010            | Освіта середня спеціальна | позапартійний                                 | Сервісний центр «Радіо», інженер                          |